# ヴェルヴェット・アンダーグラウンド (映画)
『ヴェルヴェット・アンダーグラウンド』（The Velvet Underground）は、トッド・ヘインズ監督・製作によって2021年に公開されたドキュメンタリー映画である。
1960年代にニューヨークを拠点に活動したロック・バンドであるヴェルヴェット・アンダーグラウンドの歴史を綴った。

## 内容
ヴェルヴェット・アンダーグラウンドは1960年代初頭のニューヨークの音楽、美術、映画などのアヴァンギャルドから生まれた。1964年に結成されてから1970年代初頭に解散するまで商業的な成功には至らなかったが、アンダーグラウンド、実験音楽、オルタナティヴ・ロック、パンクやニュー・ウェイヴ音楽の発展に大きな影響を与えた。
結成時のメンバーはルー・リード、スターリング・モリソン、ジョン・ケイル、モーリン・タッカーだった。デビュー時には芸術家のアンディ・ウォーホルがマネージメントとプロモーションを行い、メンバーを説得してドイツの歌手・モデルのニコを参加させた。
本作はヴェルヴェット・アンダーグラウンドの文化的環境と音楽・映画的な影響を検証し、結成からメンバー・チェンジを経て解散に至るまでの歴史を追っている。音楽と映画のアーカイヴ資料と共に、存命する結成メンバーのケイルとタッカー、影響を受けたミュージシャンへのインタビューが織り込まれている。

## 製作
2017年8月、ヘインズが本作の監督・製作に就任した。映画のためのインタビューは2018年に撮影された。
1968年にケイルに代わって加入したダグ・ユールは、存命しているにもかかわらずナレーションで言及されただけだった。

## 公開
2020年10月、Apple TV+が配信権を獲得した。ワールド・プレミアは2021年7月7日に第74回カンヌ国際映画祭で行われ、同年10月15日に劇場とApple TV+で公開された。

## 評価
Rotten Tomatoesでは88件の批評で支持率は97%、平均点は8/10であり、「『ヴェルヴェット・アンダーグラウンド』はバンドとその時代を捉えたロック・ドキュメンタリーにふさわしい得意なアプローチをとっている」とまとめられた。Metacriticでは30件の批評に基づいて加重平均値は88/100となった。
一部の批評家からは、ユールを迎えて1969年に発表されたアルバム『ヴェルヴェット・アンダーグラウンド』と彼の貢献に触れていないと指摘された。